# Синагога (Великі Мости)
Синагога у Великих Мостах (Львівська область) заснована незадовго до або після 1900 року. Сьогодні це руїни.
Розташована на вул. Степана Бандери. 

## Історія
Поруч знаходилася інша, старша синагога, зруйнована під час Першої Світової Війни і пізніше розібрана. 
Під час Другої світової війни в будівлі німці спалили живцем багатьох місцевих євреїв.
Після війнивикористовувалася як сховище для кісток великої рогатої худоби. У 1950-ті роки шторм зруйнував дах. Після цього сховище перемістили, а буділя занепала.

## Архітектура
Синагога являє собою цегляну будівлю. На північ від синагоги розташована міква.
Головна зала майже квадратна (16×16 м), майже 8 м заввишки.
Всередині головний зал ділиться квадратними арками на 9 відсіків.

## Галерея

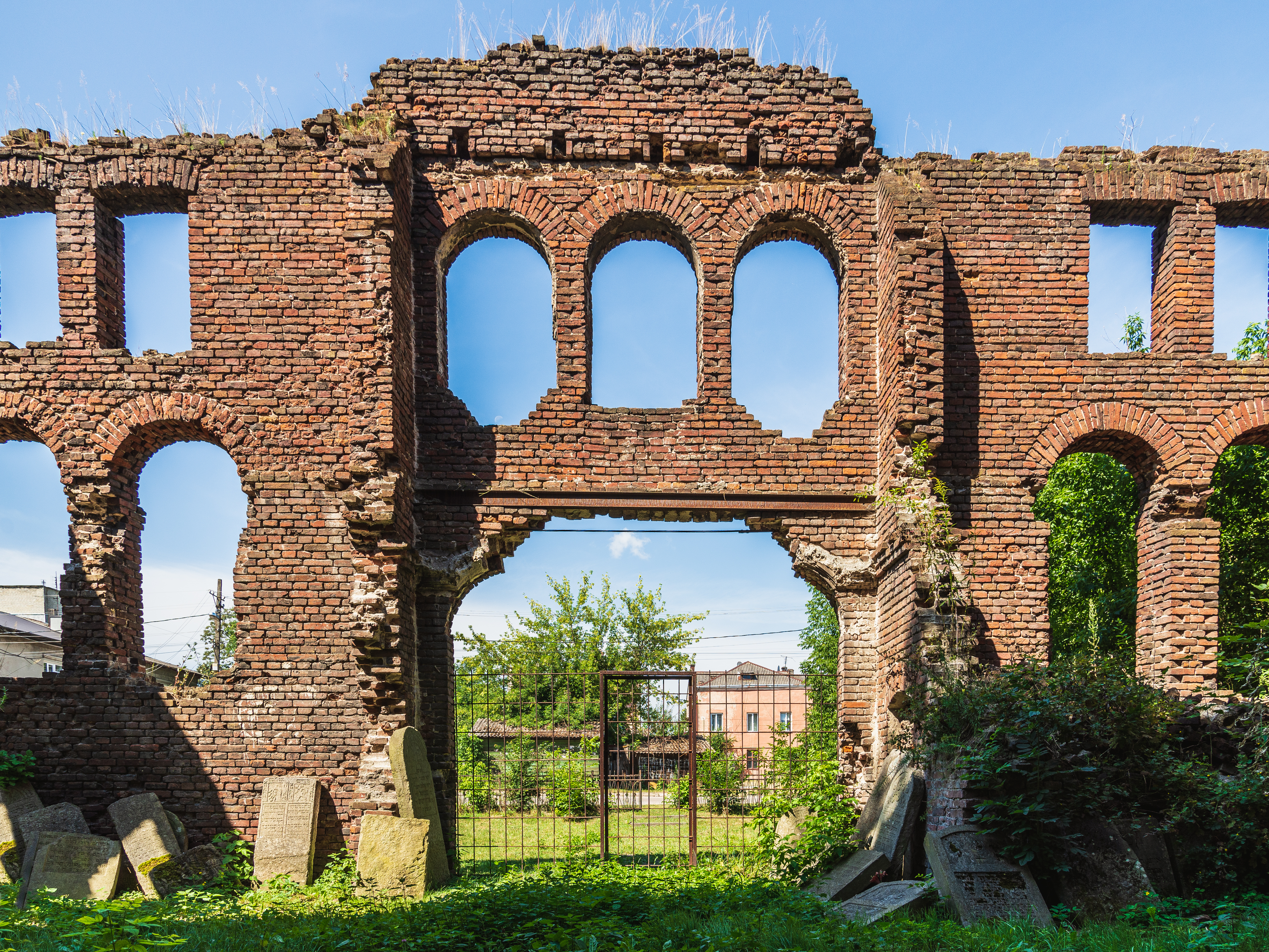
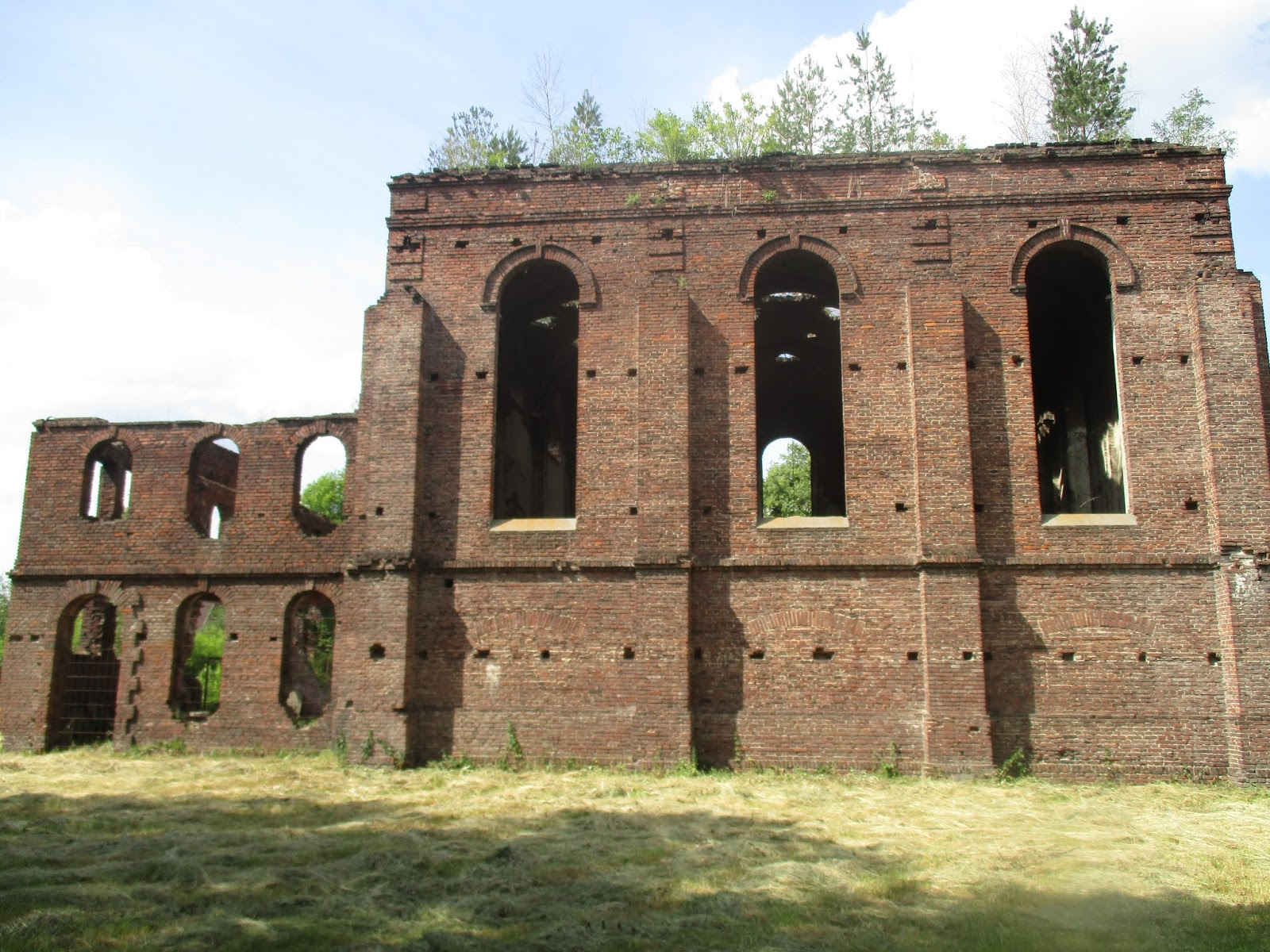
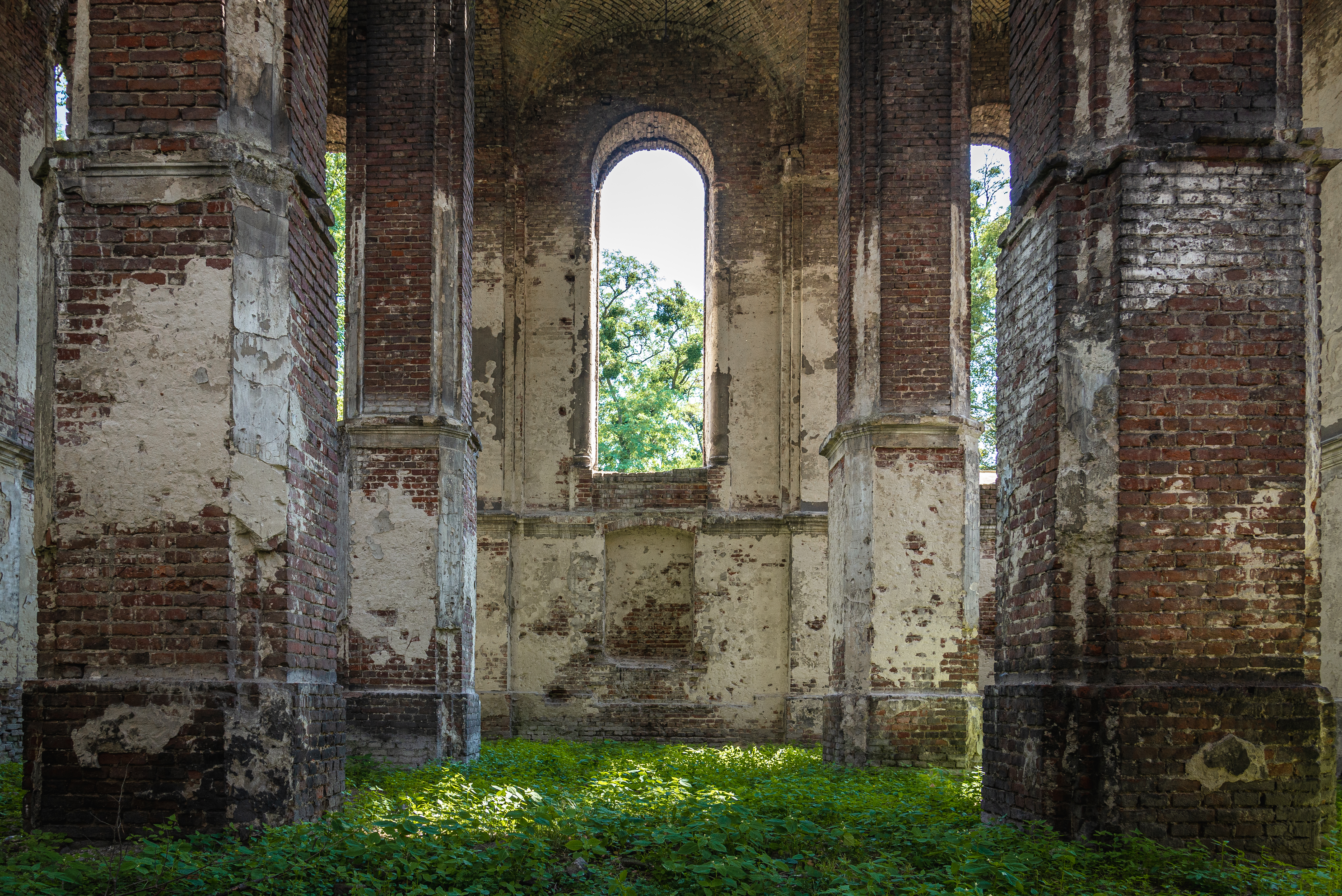
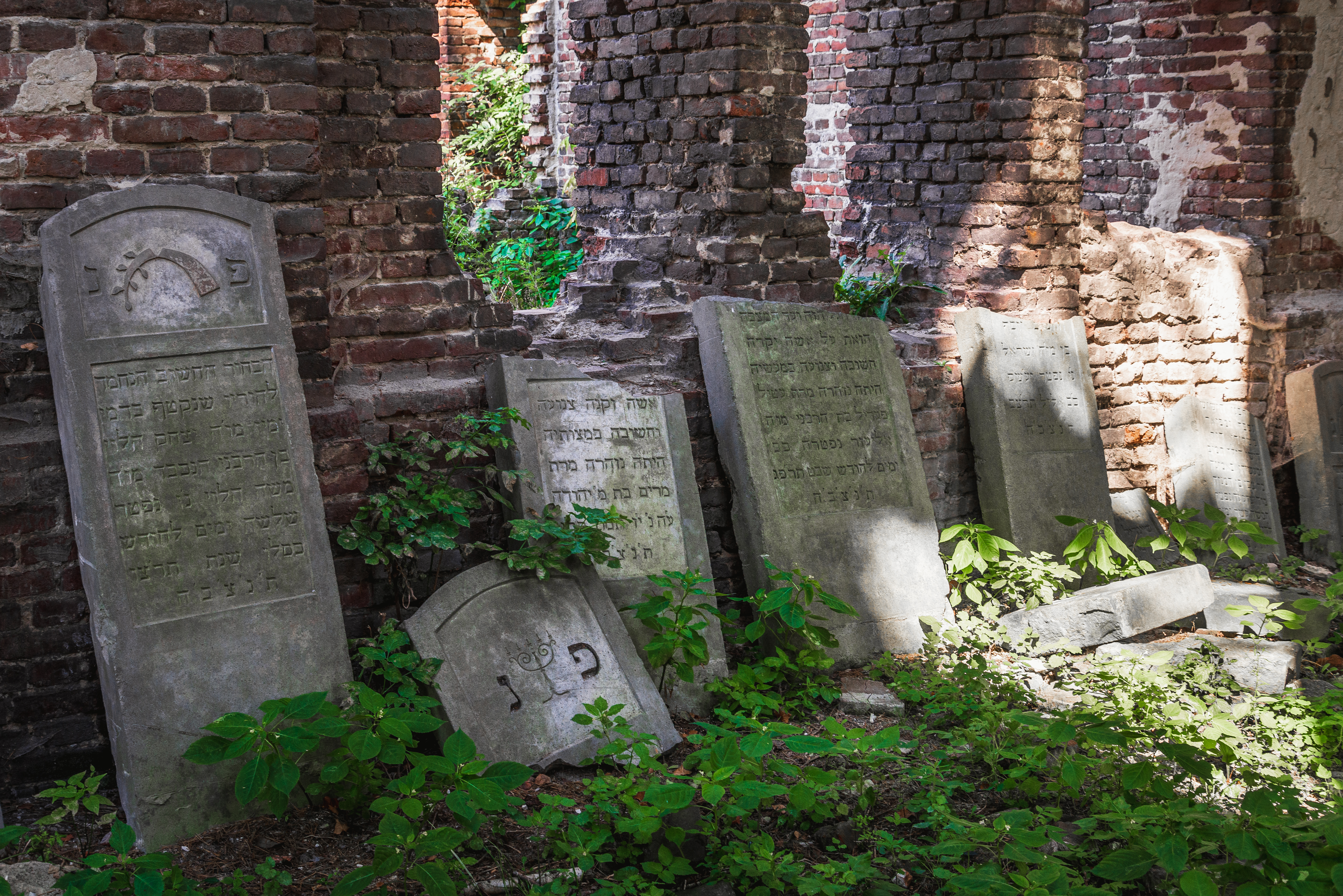